# Hertiginnan av Finland

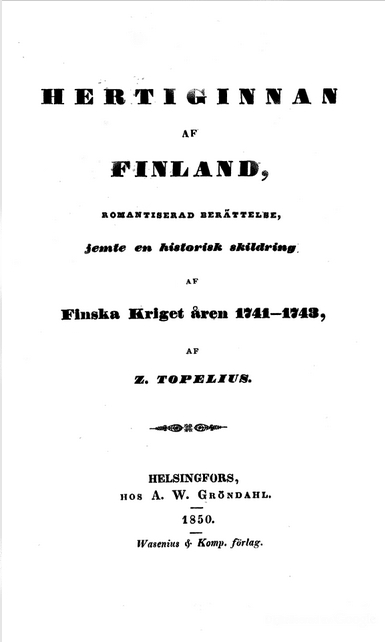
Försättsbladet till Hertiginnan av Finland, från förstaupplagan 1850.

Hertiginnan av Finland, roman av Zacharias Topelius från 1850, baserad på Eva Merthens liv och öde.
Hertiginnan av Finland är en av Topelius berättelser där han kombinerar historiska händelser och personer med fiktiva gestalter och romantiska inslag i handlingen. Historien utspelar sig i Åbo på 1740-talet. Romanen skildrar både den lilla ofreden, kriget mellan Sverige och Ryssland 1742–1743, och kärlekshistorien mellan den ryske överbefälhavaren, skotten Jakob (James) Keith och borgmästardottern Eva Merthen. Karaktärerna till de båda huvudpersonerna hittade Topelius i verkligheten. Eva Merthens kallades av sina samtida för hertiginnan av Finland - ett sätt att förolämpa henne, fiendegeneralens älskarinna. Zacharias Topelius förvandlar öknamnet till en hederstitel. Romanen ger läsarna en idealiserad bild av en intelligent och karaktärsfast ung kvinna som för kärleks skull bryter mot sociala normer.